# Чужда, Олег Петрович
Олег Петрович Чужда (род. 23 июля 1963 года) — советский, позднее украинский велогонщик.

## Карьера
В 1981 году выиграл Giro della Lunigiana и был вторым на юношеском чемпионате мира.
В дальнейшем побеждает или становится призёром на множестве гонок.
Чемпион мира и бронзовый призёр чемпионата мира.
В 1990-94 годах выступал в профессиональных командах: Alfa Lum (Италия), Seur (Испания), Deportpublic (Испания).